# Adrian Titieni
Adrian Titieni (ur. 6 czerwca 1963 w Bystrzycy) – rumuński aktor filmowy i teatralny.
Chociaż karierę aktorską rozpoczął w połowie lat 80. i miał na swoim koncie rolę w słynnym Dębie (1992) Luciana Pintilie, zwrócił na siebie baczniejszą uwagę dzięki dużo późniejszym filmom „rumuńskiej nowej fali”. Zagrał m.in. w takich obrazach jak Śmierć pana Lăzărescu (2005) Cristiego Puiu, Pozycja dziecka (2013) Călina Petera Netzera czy Egzamin (2016) Cristiana Mungiu. Zdobył Nagrodę Gopo za rolę drugoplanową w filmie Dobre chęci (2011) Adriana Sitaru.